# Guerra civil de Yemen de 1994
La guerra civil de Yemen de 1994 fue un conflicto entre los partidarios y exmiembros de las Fuerzas Armadas de los antiguos Estados de Yemen del Norte y Yemen del Sur, resultando en la derrota de estos últimos y en el exilio de varios de sus líderes separatistas o del Partido Socialista de Yemen (PSY).

## Causas
La República de Yemen fue declarada el 22 de mayo de 1990, con Ali Abdullah Saleh como su presidente y Ali Salim al-Beidh en el cargo de vicepresidente. El Gran Yemen se ha unificado por primera vez en siglos. La unificación de los sistemas de gobierno y de la economía de ambos países tomó más de 30 meses. En ese momento el Parlamento yemení acordó la creación de una Constitución única para el nuevo Estado unificado. Las elecciones se realizaron en abril de 1993 y ante el resultado desfavorable, el vicepresidente (y antiguo presidente de Yemen del Sur) se retiró a Adén en agosto, declarando que no participaría en el Gobierno unificado hasta que se escucharan sus demandas, como el fin de la violencia contra miembros del PSY y la marginación económica del sur. Las negociaciones para terminar con el estancamiento político continuaron hasta el año siguiente, lo que impidió actuar al primer ministro Abu Bakr Haydar Al-Attas en un intento de solucionar la crisis.
Tuvo lugar un acuerdo entre los líderes de ambas partes en Amran el 20 de febrero de 1994, pero esto no impidió el conflicto. Durante todo el tiempo desde la unificación los antiguos ejércitos de ese país seguían formando instituciones distintas y estaban guarneciendo las anteriores fronteras.

## La guerra
El 27 de abril hubo una batalla de tanques en Amran, cerca de Saná, y ambas partes se acusaron de iniciarla. El 4 de mayo, la Fuerza Aérea suryemení bombardeó el sur de Saná y otras áreas en el antiguo Yemen del Norte, la Fuerza Aérea noryemení respondió con los bombardeos de Adén, la antigua capital de Yemen del Sur. El presidente Saleh declaró el estado de emergencia de 30 días y los extranjeros empezaron a evacuar el país. El vicepresidente Al-Beidh fue destituido oficialmente y Yemen del Sur disparó misiles Scud a Saná, matando a decenas de civiles. El primer ministro fue destituido el 10 de mayo después de apelar a la ayuda extranjera para terminar la guerra.
Los líderes del sur terminaron por declarar la República Democrática de Yemen el 21 de mayo de 1994, aunque ningún país les dio su reconocimiento. A mediados de mayo las fuerzas del norte empezaron a marchar hacia Adén. La ciudad clave de Ataq, que permitió el acceso a los campos de petróleo del país, fue capturada el día 24. El Consejo de Seguridad de las Naciones Unidas adoptó la Resolución 924 para pedir el fin a los combates y un alto el fuego. Un alto el fuego fue llamado el 6 de junio, pero solo duró seis horas, pues las conversaciones simultáneas para poner fin a los enfrentamientos en El Cairo fracasaron y las tropas norteñas entraron en Adén el 4 de julio. Las milicias de Ali Nasir Muhammad fueron de gran ayuda en la campaña y la batalla final por la capital sureña, que terminó el día 7. La resistencia separatista se derrumbó rápidamente y la mayoría de sus dirigentes se exiliaron. La mayor parte de los combates y la destrucción provocada se efectuó en el sur. La mayor parte del apoyo bélico a los separatistas sureños provino de Arabia Saudí, cuyo gobierno se sentía amenazado ante la idea de un Yemen unificado y libre de su influencia.

## Consecuencias
El presidente Saleh impuso su control absoluto en todo el país y aunque declaró una amnistía general, 16 de los principales dirigentes de la oposición no fueron incluidos, pero solo contra 4 se presentaron casos formales, Ali Salim al-Baidh, Haydar Abu Bakr Al-Attas, Abd Al-Rahman Ali Al-Jifri y Munassar Salih Al-Siyali, por malversación de fondos oficiales. Un nuevo parlamento se eligió para fines de julio, sin embargo, su poder había desaparecido tras la guerra. El presidente Saleh consiguió mantenerse en el poder. 
Desde 2007 surgió el Movimiento de Yemen del Sur, que exige la secesión de Yemen del Sur, el cual cuenta con una gran popularidad en esa parte del país, lo que ha aumentado las tensiones previas y llevado continuamente a violentos enfrentamientos.